# Emmanuel Jonnier

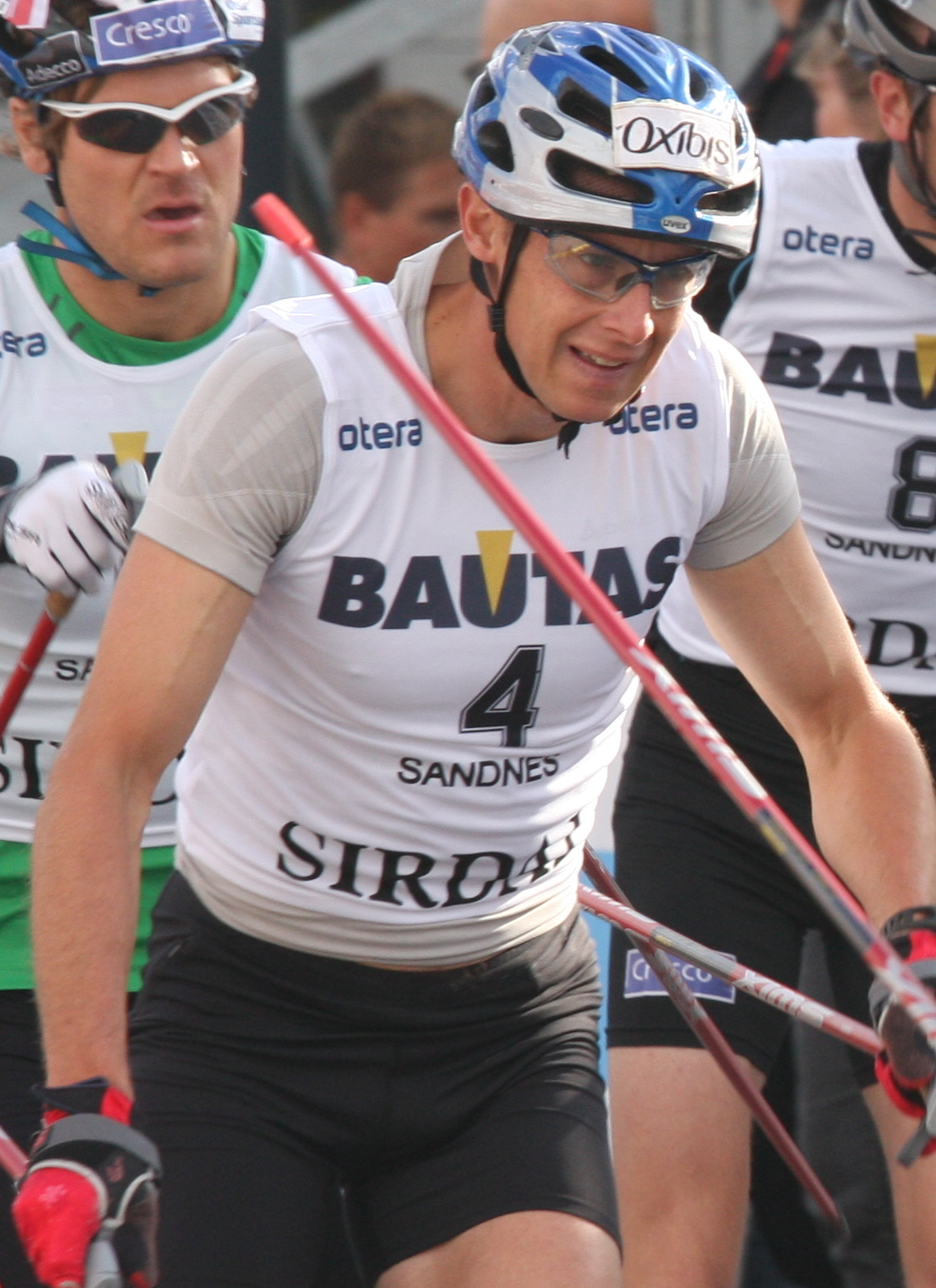
Emmanuel Jonnier ved Blinkfestivalen 2009

Emmanuel Jonnier, född den 31 maj 1975, är en fransk längdåkare.
Jonnier gjorde sin första världscuptävling 1999 och han har som en del av ett franskt stafettlag vunnit två världscuptävlingar. Vid Tour de Ski 2007/2008 vann Jonnier en av deltävlingarna.
Jonnier har deltagit i två olympiska spel (2002 i Salt Lake City och 2006 i Turin). Jonniers bästa resultat var en fjärde plats vid OS 2006 på 50 km.